# Graz Giants 2004
Questa voce raccoglie le informazioni riguardanti i Graz Giants nelle competizioni ufficiali della stagione 2004.

## Austrian Football League 2004

### Stagione regolare
| 4 aprile 2004 2ª giornata | Carinthian Cowboys | 12 – 60 (6-7 0-30 6-9 0-14) | Graz Giants | (150 spett.) |

| 17 aprile 2004 3ª giornata | Graz Giants | 19 – 51 (0-15 7-15 6-14 6-7) | Vienna Vikings | (1300 spett.) |

| 24 aprile 2004 4ª giornata | Tirol Raiders | 45 – 22 (7-7 21-0 7-7 10-8) | Graz Giants | (1600 spett.) |

| 2 maggio 2004 5ª giornata | Cineplexx Blue Devils | 20 – 28 (7-7 7-7 0-7 6-7) | Graz Giants | (1000 spett.) |

| 12 giugno 2004 10ª giornata | Graz Giants | 52 – 0 (28-0 17-0 7-0 0-0) | Carinthian Falcons | (150 spett.) |

| 19 giugno 2004 11ª giornata | Graz Giants | 28 – 15 (3-0 19-7 6-0 0-8) | Danube Dragons | (400 spett.) |

### Playoff
| 3 luglio 2004 Semifinale | Tirol Raiders | 49 – 13 (7-10 7-14 0-20 6-0) | Graz Giants | (1500 spett.) |

## European Football League 2004

### Stagione regolare
| L'Hospitalet de Llobregat 8 maggio 2004, ore 16:00 2ª giornata | L'Hospitalet Pioners | 20 – 30 (0-0 12-10 0-13 8-7) | Graz Giants | Complex Esportiu L'Hospitalet Nord |

| Graz 30 maggio 2004, ore 15:00 5ª giornata | Graz Giants | 21 – 49 (14-14 0-7 7-7 0-21) | Lions Bergamo | Stadion Eggenberg |

## Statistiche di squadra
| Competizione      | %Vittorie | In casa | In casa | In casa | In casa | In casa | In casa | In trasferta | In trasferta | In trasferta | In trasferta | In trasferta | In trasferta | Totale | Totale | Totale | Totale | Totale | Totale |
| Competizione      | %Vittorie | G       | V       | N       | P       | Pf      | Ps      | G            | V            | N            | P            | Pf           | Ps           | G      | V      | N      | P      | Pf     | Ps     |
| ----------------- | --------- | ------- | ------- | ------- | ------- | ------- | ------- | ------------ | ------------ | ------------ | ------------ | ------------ | ------------ | ------ | ------ | ------ | ------ | ------ | ------ |
| Stagione regolare | .667      | 3       | 2       | 0       | 1       | 99      | 66      | 3            | 2            | 0            | 1            | 110          | 77           | 6      | 4      | 0      | 2      | 209    | 143    |
| Playoff           | .000      | 0       | 0       | 0       | 0       | 0       | 0       | 1            | 0            | 0            | 1            | 13           | 49           | 1      | 0      | 0      | 1      | 13     | 49     |
| Stagione regolare | .500      | 1       | 0       | 0       | 1       | 21      | 49      | 1            | 1            | 0            | 0            | 30           | 20           | 2      | 1      | 0      | 1      | 51     | 69     |
| Totale            | .556      | 4       | 2       | 0       | 2       | 120     | 115     | 5            | 3            | 0            | 2            | 153          | 146          | 9      | 5      | 0      | 4      | 273    | 261    |